# Speakon
Speakon (производитель использует написание speakON) — тип кабельных разъёмов, разработанных компанией Neutrik и используемых преимущественно в профессиональной звукотехнике для подключения акустических систем к усилителям мощности.
Разъёмы Speakon рассчитаны на большие значения токов (250ВА, 30А или 40А) в каждом канале, в них предусмотрена защита от прикосновения человека к контактам, а также от случайного размыкания.
Название Speakon является зарегистрированным товарным знаком компании Neutrik, но сторонние производители выпускают совместимые разъёмы.

## Конструкция
Разъём состоит из внешнего кольца с зубом-защелкой и внутреннего пластикового «ключа» несимметричной формы, между которыми находятся электрические контакты. Форма «ключа» гарантирует точное сопряжение контактов штекера и розетки, а также не позволяет вставить четырёхконтактный штекер в разъём, предназначенный для двухконтактного.
Разъёмы типа Speakon могут содержать два, четыре или восемь контактов, что позволяет, например, соединить низко- и высокочастотную аудиосистему с соответствующими усилительными трактами одним кабелем. Двух- и четырёхконтактные разъёмы частично совместимы между собой: двухконтактный штекер вставляется в четырёхконтактный разъём, но не наоборот. Восьмиконтактные разъёмы при внешней схожести имеют другой типоразмер.
Соединительные акустические кабели, как правило, комплектуются с обеих сторон разъёмами типа «мама» (female). На усилителях и акустических системах установлены панельные разъёмы типа «папа» (male). Кроме того, существуют соединители двух кабелей, выполненные в виде двух разъёмов типа «папа» (male) в небольшой пластиковой трубке.
Существуют также комбинированные разъёмы Speakon-TS, принимающие как двух- и четырёхконтактные Speakon-штекеры, так и двухконтактные 6,35-миллиметровые разъёмы TS.